# Aleje Racławickie w Lublinie
Aleje Racławickie w Lublinie – ulica w Lublinie łącząca centrum miasta z rondem Honorowych Krwiodawców. Jej długość to 1,8 km. Przebiega przez dzielnice Śródmieście i Wieniawa.

## Historia

### Nazwa ulicy
Ulica powstała na przedłużeniu Krakowskiego Przedmieścia i pierwotnie nosiła nazwę Trakt Warszawski. W 1917 z okazji stulecia po śmierci Tadeusza Kościuszki ulicę przemianowano na Aleje Racławickie. W trakcie II wojny światowej nosiła nazwę ulicy Warszawskiej. Do obecnej nazwy powrócono po 1944.

### Do 1944
Na początku XVII w. w miejscu, gdzie obecnie Krakowskie Przedmieście przechodzi w Aleje Racławickie, wzniesiono bramę wjazdową do Lublina. Określano ją jako bramę „na szańcach”. Pozostałości bramy odkryto w trakcie prac remontowych w 2020.
Okolice Traktu były długo mało zurbanizowane. W latach 90. XIX w. przy skrzyżowaniu z obecną aleją Kraśnicką utworzono Obóz Zachodni rosyjskiego garnizonu. Tereny wojskowe ciągnęły się aż do ul. Lipowej. W 1906 w centrum obozu wzniesiono cerkiew prawosławną, którą w 1920 zmieniono na rzymskokatolicki kościół garnizonowy, a w latach 1926–1932 przebudowano w stylu umiarkowanego modernizmu. Rozległe tereny wojskowe po obydwu stronach ulicy hamowały rozwój budownictwa cywilnego.
W połowie lat 20. XX w. przystąpiono do opracowywania Planu Wielkiego Miasta Lublina. Aleje Racławickie miały stać się osią głównego rozwoju miasta. Jako „reprezentacyjna aleja o charakterze spacerowym” zyskały szerokość 35 m. Zaplanowano także nieznacznie węższą (30 m) ulicę – Aleję Zgody – która miała odbiegać na południowy zachód od Alei Racławickich, tworząc z nimi klinowaty plac Zgody naprzeciwko Ogrodu Saskiego. Te dwie ulice miały stanowić główne osie nowej dzielnicy Lublina, sięgającej folwarku Rury, nazwanej Dzielnicą Zachodnią. Miała ona mieć charakter mieszkaniowy, ale także przejąć funkcje śródmiejskie. Zaplanowano wybudowanie tam monumentalnych budynków użyteczności publicznej. Planowano też wytyczenie linii tramwajowej łączącej tę dzielnicę z ratuszem oraz dworcem kolejowym.

### Okres PRL
W czasach Polski Ludowej Aleje były częścią drogi państwowej nr 14 oraz międzynarodowych E81 i T12. W latach 70. wykonano instalację gazową, a w 1987 przeprowadzono ostatni, przed przebudową z 2020, remont nawierzchni Alei. Sieci kanalizacyjnej nie było. Ulica była jednojezdniowa i miała po dwa pasy ruchu w każdą stronę. Była ona intensywnie eksploatowana – w godzinach szczytu pojazd komunikacji miejskiej przejeżdżał nią co minutę.

### Po 1989
W kwietniu 2020 rozpoczęła się przebudowa Alei wraz z przyległymi ulicami (al. Długosza czy ul. Legionowej, Poniatowskiego, Popiełuszki, Spadochroniarzy i Lipowej). Była ona projektem strategicznym, wpisanym w szereg planów zarówno gminy, jak i województwa lubelskiego. Dokumentacja zakładała wyznaczenie priorytetu dla komunikacji zbiorowej. Aleje należało także kompleksowo zmodernizować z powodu złego stanu technicznego. Stan sieci gazowej był przedawaryjny. Zły stan nawierzchni powodował dodatkowy hałas.
W trakcie prac wymieniono sieć gazową i utworzono sieć kanalizacji deszczowej. Prace obejmują też budowę nowych nawierzchni chodników, dróg rowerowych (po obu stronach jezdni) i trakcji trolejbusowej. Na ulicy zostaną wydzielone buspasy.

## Komunikacja miejska
Ulicą kursują następujące linie ZTM Lublin:

### Autobusowe
- na całości ulicy: 3, 7, 18, 20, 30, 57, N3
- na odcinku od ulicy J. Sowińskiego do Krakowskiego Przedmieścia: 26, 31, N2
- na odcinku od alei J. Długosza do Krakowskiego Przedmieścia: 2, 4, 11, 13, 15, 44, 55, 74
- na odcinku od alei J. Długosza do alei Kraśnickiej: 12

### Trolejbusowe
- na całości ulicy: 151, 155, 158
- na odcinku od ulicy J. Sowińskiego do Krakowskiego Przedmieścia: 150

## Otoczenie
- Katolicki Uniwersytet Lubelski
- Ogród Saski
- Uniwersytet Medyczny
- 1. Wojskowy Szpital Kliniczny z Polikliniką SPZOZ w Lublinie
- Wieża ciśnień
- I Liceum Ogólnokształcące im. Stanisława Staszica